# Andrzej Rżany
Andrzej Rżany (Mielec, 26 settembre 1973) è un pugile polacco, della categoria dei pesi mosca, olimpionico, più volte campione polacco della categoria.